# Martirio de Santiago (Zurbarán)
Martirio de Santiago es el tema de un cuadro de Francisco de Zurbarán, que compone la referencia n º.116 en el catálogo razonado y crítico, realizado por Odile Delenda, historiadora del arte especializada en este pintor. 

## Tema de la obra
La vida de Santiago el Mayor —desde la Ascensión de Jesús hasta su propio martirio en ca.44 d. C.— es enteramente legendaria. Existe la tradición de que entre estos dos sucesos vino a predicar a España, de donde figura como su santo patrón ya en documentos a partir del siglo IX. Su martirio está someramente narrado en los Hechos de los Apóstoles (Hch 12, 1-3): «Por ese tiempo, el rey Herodes Agripa comenzó a perseguir a algunos creyentes de la iglesia. Mandó matar a espada al apóstol Santiago, el hermano de Juan»

## Análisis de la obra

### Datos técnicos y registrales
- Madrid, Museo del Prado (Inv. n º.P007421).[2]
- Pintura al óleo sobre lienzo, 252 x 186 cm;
- Fecha de realización: ca.1636-1640;
- Firmado en el ángulo inferior izquierdo sobre la piedra: Franco de zurbarán;[3]
- Catalogado por Odile Delenda con el número 116, y por Tiziana Frati con el 213.[4]

### Descripción de la obra
Zurbarán —reacio a los detalles sangrientos— evita los aspectos macabros del martirio, y representa el momento en que el apóstol —dócilmente arrodillado y orando— espera su muerte. Lleva una sencilla túnica, ceñida por una cuerda, mientras que el sayón y los soldados visten ropas contemporáneas, sugiriendo la persistencia de las herejías. El verdugo levanta la espada con su mano derecha, mientras con la izquierda agarra los cabellos del santo.
En el grupo de la izquierda, Herodes Agripa aparece con un curioso turbante rematado por una corona mientras —encima de él— un angelote lleva a Santiago la corona y la palma del martirio. En la parte derecha aparece un joven con un gorro frigio, y la cabeza de un perro, seguramente inspirada en cuadros de Velázquez que Zurbarán pudo ver en la Corte de Madrid. Asimismo, se representa la misma columna que aparece en varias obras del pintor. La composición está basada en diagonales, que no turban el aire sereno, meditativo, y de misteriosa quietud del conjunto. Zurbarán muestra una magistral habilidad en los coloridos, en la plasmación de las texturas y en el empleo de la sombra para crear volúmenes.
Aunque no está fechada, la calidad de esta obra es propia de la "década prodigiosa" del pintor, y tanto el carácter estático de los personajes como la elegancia de su ropaje oriental remiten a los lienzos del altar mayor de la Cartuja de Jerez, especialmente a la Adoración de los Magos.

## Procedencia
1. Llerena, retablo mayor de la Iglesia de Nuestra Señora de la Granada[8][9] o Iglesia Parroquial de Santiago (?);
2. Desaparecido en el siglo XVIII;
3. Sevilla, comprado a Antonio Domine en 86.000 reales (?);
4. París, Galería española de Luis Felipe, 1838-1848, n º.352 (1), n º.362 (4);
5. Londres, Christie’s, venta de la colección de Luis Felipe, 7 de mayo de 1853, n º.68;
6. Comprado por Sharpe en 70 £;
7. Madrid, colección Julia Martínez Ibáñez, viuda. de Insauti, 1935;
8. Propuesto sin éxito al Museo del Prado;
9. Barcelona, colección Luis Plandiura, después de 1939;
10. Comprado el 1 de julio de 1988 en 195.000.000 pesetas por el Estado y por el Museo del Prado.[10]